# Tiki (bonbon)
Pour les articles homonymes, voir Tiki (homonymie).
Tiki est un bonbon suisse en forme de pastille effervescente. Mis dans un décilitre et demi d'eau, il produit une sorte de limonade effervescente. L'usage est plutôt de le poser directement sur la langue. Il existe divers arômes.

## Histoire
Créé en 1907 par Hynek Boleslav Allan, fabricant de moutarde, en République tchèque, la recette du Tiki a été reprise par son fils, Guy Allan, après sa fuite en Suisse à la fin de la Seconde Guerre mondiale. 
En 1947 la production commence au Mont-sur-Lausanne.
Tiki est reprise par la firme Domaco en 1991.
Plusieurs variations sur ce produit ont été créées récemment. En 2003, à l'occasion des 60 ans du produit, Domaco réédite le bonbon dans son emballage d'origine.